# Gopha niveigutta
Gopha niveigutta är en fjärilsart som beskrevs av William Schaus 1906. Gopha niveigutta ingår i släktet Gopha, och familjen tandspinnare. Inga underarter finns listade i Catalogue of Life.